# Jeannette Arndt
Jeannette Arndt (* 22. August 1970 in Berlin; auch als Jeanette Arndt geführt) ist eine deutsche Schauspielerin und Regisseurin.

## Leben
Jeannette Arndt absolvierte von 1990 bis 1994 eine Schauspielausbildung an der Hochschule für Film und Fernsehen „Konrad Wolf“ in Potsdam. Es folgten erste Bühnenstationen an das Theater der Altmark in Stendal, die Vaganten Bühne in Berlin und das Ernst Deutsch Theater in Hamburg. Dort war sie als Diddo Geiß in Carl Zuckmayers Drama Des Teufels General und in einer Bühnenadaption von Woody Allens Bullets Over Broadway zu sehen. Für die Darstellung in Tom Topors Nuts wurde ihr 2006 der Rolf-Mares-Preis für herausragende künstlerische Leistungen auf Hamburger Bühnen zuerkannt. Gastspiele führten sie unter anderem an das Renaissance-Theater in Berlin und die Komödie in Düsseldorf. Am Schauspiel in Hannover spielte sie von 2012 bis 2017 in David Greigs Monster. Sie inszenierte darüber hinaus 2005 am Ernst Deutsch Theater die Komödie Sag’s nicht nach Mitternacht von Peter Ackerman. Seit 2013 ist sie Mitglied der Freien Bühne Wendland.
Jeannette Arndt wirkte auch in Film- und Fernsehproduktionen mit. Neben einigen Rollen in Spiel- und Fernsehfilmen wie Mein unbekannter Ehemann von Andreas Dresen und Für immer und immer von Hark Bohm trat sie unter anderem als Darstellerin in Folgen der Fernsehserien SOKO Wismar, Ein Fall für zwei, Edel & Starck, Notruf Hafenkante, Familie Dr. Kleist und Küstenwache auf. Durchgehende Rollen verkörperte sie in Barfuß ins Bett, Zwei Männer am Herd, Abschnitt 40 und Rote Rosen. In dem Fernsehfilm Er wird töten aus der Fernsehreihe Tatort war Jeannette Arndt im Jahr 2013 als Helga Vegener zu sehen und 2016 trat sie als Gastdarstellerin in der Folge Palau der Fernsehreihe Das Traumschiff auf.
Sie ist auch als Hörspielsprecherin tätig. So konnte man sie in dem Kinderhörspiel Die Schöne und das Tier hören.
Jeannette Arndt war von 1997 bis 2009 mit dem Schauspieler und Regisseur Volker Lechtenbrink verheiratet. Sie lebt heute im Wendland.

## Filmografie (Auswahl)
- 1988–1990: Barfuß ins Bett (Fernsehserie) als Babette Vetter
- 1990–1991: Spreewaldfamilie (Fernsehserie)
- 1992: Stilles Land
- 1992: Lenz (Fernsehfilm)
- 1994: Praxis Bülowbogen – Eine Pause für immer (Fernsehserie)
- 1994: Mein unbekannter Ehemann (Fernsehfilm)
- 1996: Tödliches Schweigen (Fernsehfilm)
- 1996: Zwei Brüder – Die Tochter (Fernsehserie)
- 1997: First Love – Die große Liebe (Fernsehserie)
- 1997: Für immer und immer
- 1997: Guppies zum Tee (Fernsehfilm)
- 1999: Männer und andere Katastrophen (Fernsehfilm)
- 1999: Das verbotene Zimmer (Fernsehfilm)
- 1999: Tatort – Der Duft des Geldes
- 1999: Stahlnetz – Der Spanner (Fernsehreihe)
- 1999: Zwei Männer am Herd (Fernsehserie) als Anna Jensen
- 2000: Ein Fall für zwei – Spiel, Satz und Mord (Fernsehserie)
- 2000: Polizeiruf 110 – Bis zur letzten Sekunde (Fernsehreihe)
- 2001: Riekes Liebe (Fernsehfilm)
- 2002: Rosamunde Pilcher – Mit den Augen der Liebe (Fernsehreihe)
- 2003: Edel & Starck – Seitensprung am Weidezaun (Fernsehserie)
- 2003: Ein Banker zum Verlieben (Fernsehfilm)
- 2005–2006: Abschnitt 40 (Fernsehserie) als Carola Franke
- 2006: Familie Dr. Kleist – Herz in Not (Fernsehserie)
- 2007: Küstenwache – Schuss ins Herz (Fernsehserie)
- 2007: Notruf Hafenkante – Der kleine Bruder (Fernsehserie)
- 2008: SOKO Wismar – Endstation Rot (Fernsehserie)
- 2008: GSG 9 – Ihr Einsatz ist ihr Leben – Endstation (Fernsehserie)
- 2009: Da kommt Kalle – Camping unter Freunden (Fernsehserie)
- 2011: Stumm sind die Wälder (Kurzfilm)
- 2012: Notruf Hafenkante – Getrennte Wege (Fernsehserie)
- 2013: Arnes Nachlass (Fernsehfilm)
- 2013: Tatort – Er wird töten
- 2015: Engel der Gerechtigkeit – Geld oder Leben
- 2016: Rote Rosen
- 2016: Das Traumschiff – Palau (Fernsehfilm)
- 2019: Notruf Hafenkante – Magische Wahrheit (Fernsehserie)
- 2022: In aller Freundschaft – Pläne ändern sich (Fernsehserie)